# Jean-Claude Leys
 (mai 2023).
La mise en forme du texte ne suit pas les recommandations de Wikipédia : il faut le « wikifier ».
Les points d'amélioration suivants sont les cas les plus fréquents :
- Les titres sont pré-formatés par le logiciel. Ils ne sont ni en capitales, ni en gras.
- Le texte ne doit pas être écrit en capitales (les noms de famille non plus), ni en gras, ni en italique, ni en « petit »…
- Le gras n'est utilisé que pour surligner le titre de l'article dans l'introduction, une seule fois.
- L'italique est rarement utilisé : mots en langue étrangère, titres d'œuvres, noms de bateaux, etc.
- Les citations ne sont pas en italique mais en corps de texte normal. Elles sont entourées par des guillemets français : « et ».
- Les listes à puces sont à éviter, des paragraphes rédigés étant largement préférés. Les tableaux sont à réserver à la présentation de données structurées (résultats, etc.).
- Les appels de note de bas de page (petits chiffres en exposant, introduits par l'outil «  Source ») sont à placer entre la fin de phrase et le point final[comme ça].
- Les liens internes (vers d'autres articles de Wikipédia) sont à choisir avec parcimonie. Créez des liens vers des articles approfondissant le sujet. Les termes génériques sans rapport avec le sujet sont à éviter, ainsi que les répétitions de liens vers un même terme.
- Les liens externes sont à placer uniquement dans une section « Liens externes », à la fin de l'article. Ces liens sont à choisir avec parcimonie suivant les règles définies. Si un lien sert de source à l'article, son insertion dans le texte est à faire par les notes de bas de page.
- La présentation des références doit suivre les conventions bibliographiques. Il est recommandé d'utiliser les modèles {{Ouvrage}}, {{Chapitre}}, {{Article}}, {{Lien web}} et/ou {{Bibliographie}}. Le mode d'édition visuel peut mettre en forme automatiquement les références.
- Insérer une infobox (cadre d'informations à droite) n'est pas obligatoire pour parachever la mise en page.

Pour une aide détaillée, merci de consulter Aide:Wikification.
Si vous pensez que ces points ont été résolus, vous pouvez retirer ce bandeau et améliorer la mise en forme d'un autre article.
Pour les articles homonymes, voir Leys.
Jean-Claude Leys, né le 13 mai 1946 et décédé à son domicile binchois le 16 mars 2013, est un magistrat belge, qui a été premier avocat général près le parquet général de Mons.

## Biographie

### Famille et études
Jean-Claude Leys naît le 13 mai 1946, à Bruxelles d’un père dessinateur industriel franc-maçon aux origines flamandes et juives polonaises.Il est père de trois filles : Sophie, sa fille ainée et les jumelles Alice et Barbara. Jean-Claude Leys est connu pour être un grand fumeur de pipe depuis l’âge de 17 ans. Le magistrat se confectionnait son propre mélange de tabac, qui était à base d’Amphora et de Semois. Son autre passion était la cuisine, il avait une préférence pour la cuisine française, japonaise ou italienne.
M. Leys est licencié en droit économique à l’ULB et il possède également une maîtrise en management public. Il faisait partie de la franc-maçonnerie. Il était célèbre auprès des Maçons belges pour avoir été le Grand maître de la Grande Loge de Belgique. Il était également vice-président du musée belge de la Franc-Maçonnerie. Selon la formule maçonnique, le 16 mars Jean-Claude Leys «est passé à l’Orient Eternel».  L’ancien franc-maçon avait des pensées libérales dont il ne se cachait pas et était engagé politiquement.

### Carrière
Pendant longtemps, il a été juriste d’entreprise et administrateur de sociétés. En juin 1990, il intègre l’ordre judiciaire en tant que juge consulaire au tribunal de commerce de Nivelles. Ensuite, il devient substitut du Procureur du Roi (section financière du parquet de Bruxelles), puis juge au tribunal de 1ère instance de Bruxelles. En 1996, il devient juge d’instruction. En 1997, il avait pour espoir d’être nommé gouverneur de l’arrondissement de Bruxelles. De surcroit, il avait été abordé pour figurer sur les listes libérales aux législatives de 1999. En effet, c'est lorsque le gouvernement arc-en-ciel fut créé qu'il eut l'idée de devenir chef de cabinet de Louis Michel s'il devenait ministre de l'Intérieur; ce dernier devint finalement ministre des affaires étrangères. En 2002, il avait posé sa candidature comme administrateur général de la Sûreté de l’Etat, ce fut vain. Il faillit devenir chef du cabinet du Mouvement Réformateur (MR) avec à sa tête Antoine Duquesne, alors ministre de l’Intérieur. C’est finalement en janvier 2012 qu’il atteint le sommet de sa carrière et devient le premier avocat général près le parquet général de Mons,.
Lorsqu’il était juge d’instruction, le magistrat belge a instruit de nombreux dossiers financiers très sensibles et médiatiques tels que la SNCB, d’Assubel mais l’affaire la plus emblématique de sa carrière est celle de KB-Lux. Il s’agit d’un dossier de fraude fiscale à l’égard de 4.000 clients de la Kredietbank Luxembourg.
Le nom de Jean-Claude Leys sera irrémédiablement lié à l’affaire de la KB-Lux dans laquelle il avait officié en tant que juge d’instruction à la fin des années nonante. L’instruction avait duré treize ans. Au cours de celle-ci, Jean-Claude Leys avait mis au jour une fraude de plus de 400 millions d’euros et inculpé une quarantaine de personnes. Le juge Leys avait inculpé et placé sous mandat d’arrêt Damien Wigny, le président du comité de direction de cette banque pour blanchiment, citation de malfaiteurs, fraude fiscale et faux et usage. En 2004, l’affaire est remise en cause étant donné qu’il y a des soupçons au niveau de la légalité de l’enquête et notamment de la légalité des preuves. La banque luxembourgeoise accuse le juge Leys d’avoir simulé des fausses perquisitions afin d’inclure à son dossier les pièces qu’un indicateur lui aurait fourni. Le juge Leys a subi de nombreuses tentatives d’intimidation durant l’affaire: pneus crevés, fouilles de son bureau, filatures, coups de fil anonymes sur son portable. Ses filles ont également reçu des appels anonymes menaçant leur père de mort. Il a cependant toujours refusé une protection particulière, «Je l’ai refusé. J’ai juste porté une arme pendant quelque temps, lorsque mes pneus ont été crevés et que j’ai été suivi».
L’instruction s’est clôturée et a été classée sans suite en 2010 car les juges considéraient que Mr Leys et des enquêteurs avaient agi de manière déloyale, «il s’impose de considérer que les poursuites sont structurellement affectées par un vice les rendant irrecevables». Les avocats de la défense ont par la suite saisi le Comité P et porté de nombreuses plaintes à l’encontre du juge d’instruction Leys. Celui-ci fut finalement blanchi par la Cour de cassation. Dès lors, Stefaan De Clerk (CD&V), ancien ministre de la Justice, avait songé à la possibilité d’une procédure disciplinaire à l’encontre de M. Leys mais l’ancienne ministre de la Justice, Annemie Turtelboom (Open VLD), avait annoncé que les faits reprochés à ce dernier étaient prescrits.
M. Leys a également été un des juges d’instruction durant l’affaire Dutroux. Il avait par ailleurs confirmé la présence de 600 000 participants à la marche blanche. C’est aussi lui qui avait instruit l’affaire de la secte OKG, ainsi que celle des avoirs de Mobutu en Belgique.

## Décès
Atteint d’un cancer, il subit une intervention chirurgicale en août 2012. La convalescence s’avère compliquée.
Il meurt d’une crise cardiaque à l’âge de 66 ans. Ses funérailles maçonniques ont lieu au crématorium de Mons le vendredi 22 mars 2013.